# Microterys potosinus
Microterys potosinus är en stekelart som beskrevs av Trjapitzin 2003. Microterys potosinus ingår i släktet Microterys och familjen sköldlussteklar. Inga underarter finns listade i Catalogue of Life.